# غيدو بوفاريني جويدي
غيدو بوفاريني جويدي (17 أغسطس 1895 – 10 يوليو 1945) كان ضابطًا في الجيش الإيطالي وسياسيًا أعدم بتهمة ارتكاب جرائم حرب في عام 1945.

## السيرة
ولد بوفاريني جويدي في بيزا عام 1895. عندما دخلت إيطاليا الحرب العالمية الأولى، تطوع في فوج مدفعية. تمت ترقيته إلى رتبة نقيب في عام 1917، وظل في الخدمة الفعلية في الجيش الإيطالي حتى عام 1923 - في غضون ذلك، حصل على درجة البكالوريوس في القانون من جامعة بيزا في مارس 1920.
بعد ترك الجيش برتبة مقدم، أصبح نشطًا في الدوائر الفاشية، وانضم إلى الحزب الوطني الفاشي. وكرئيسٍ لبلدية بيزا، فقد ترأس بوفاريني جويدي في أبريل 1923 التسلسل الهرمي للحزب المحلي من عام 1924 (زادت سمعته السيئة من خلال حياته المهنية كمحام). صعد ليصبح القنصل الفخري لـMVSN وهي ميليشيا تطوعية تتبع القمصان السوداء بعد مسيرة روما.
في مايو 1933، تم تعيينه وزيرًا لوكيل وزارة الداخلية، وشكل تحالفًا مع غالياتسو تشانو - معارضًا بيروقراطية الحزب، وأسس العديد من الأجهزة السرية، وحاول تقليل آثار التشريعات المعادية للسامية التي مررها النظام. ومع ذلك، (وعلى عكس تشانو)، فقد صوت بوفاريني جويدي في 25 يوليو 1943، لبينيتو موسوليني خلال محاولة دينو جراندي فصل الأخير وإجبار إيطاليا على توقيع السلام مع الحلفاء. وكمكافأة، فقد تم تعيين غويدو بافاريني جيدي وزيرًا للداخلية في الجمهورية الإيطالية الاشتراكية الجديدة (التي أنشأها النازيون في شمال إيطاليا) عقب تدخل ألمانيا النازية وإنقاذ موسوليني في سبتمبر. لقد كان يُنظر إليه على أنه جشع للغاية، ولم يثق به حتى معظم زملائه في الحكومة.
قرب نهاية الجمهورية، في فبراير 1945، أقال موسوليني بوفاريني غويدي من منصبه. وبعد محاولة فاشلة للهروب إلى سويسرا، اعتقله الثوار في 26 أبريل. حكمت عليه محكمة العدل غير العادية في ميلانو بالإعدام، بعد أدانته بارتكاب جرائم حرب، وأُطلق عليه الرصاص في 10 يوليو، بعد أن حاول الانتحار (مثل المتعاون الفرنسي بيير لافال)، وفشل أثناء وجوده في الأسر.
أثناء وجوده في السجن، عرض غويدي أن يكشف للحلفاء رسائل مساومة متبادلة بين تشرشل وموسوليني خلال الحرب مقابل إطلاق سراحه. لم ينجح ولكن من قبيل الصدفة، تقاسم نفس الزنزانة مع الصناعي جيدو دونيجاني.

## المظاهر في الفيلم
في فيلم مذبحة في روما، لعب دور غيدو غويدي الممثل الإيطالي غيدارينو غويدي.

## روابط خارجية
- الحكومة الإيطالية على موقع واي باك مشين (نسخة محفوظة 29 أكتوبر 2009) في www.geocities.com